# Flagi Austro-Węgier

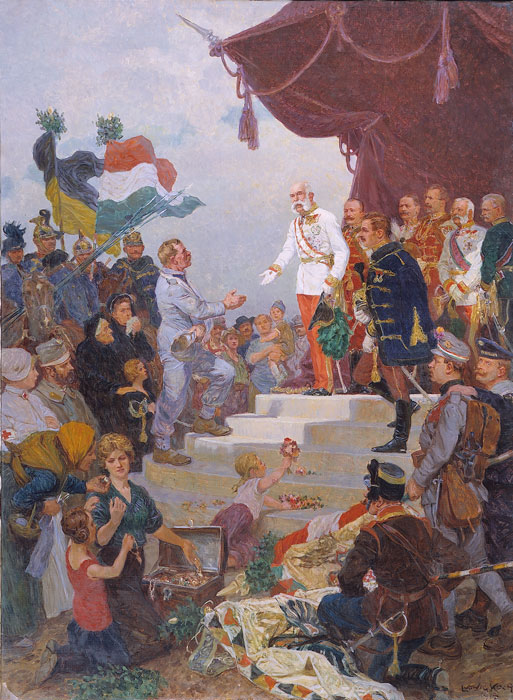
Obraz Kaisers Dank autorstwa Ludwiga Kocha z 1915 r. Widoczne zróżnicowane flagi używane w Austro-Węgrzech

Flagi Austro-Węgier – Austro-Węgry ze względu na specyficzną formę państwowości (połączenie unią realną dwóch formalnie suwerennych państw: Cesarstwa Austriackiego oraz Królestwa Węgier), nie posiadały jednej oficjalnej flagi państwowej, co było sytuacją nietypową wśród państw europejskich przełomu XIX – XX w. W praktyce, w zależności od sytuacji do reprezentowania wspólnego państwa stosowano różne flagi.

## Flagi jako „symbol państwowy”
- Najczęściej jako pojedynczy symbol całego państwa wykorzystywano czarno-żółtą flagę w barwach panującej dynastii Habsburgów (używaną wcześniej jako flaga Cesarstwa Austrii), a zawarte na niej kolory miały symboliczne znaczenie dla monarchii jako tzw. „barwy imperialne” (Reichsfarben). Jednocześnie popularną praktyką było stosowanie flagi czarno-żółtej do reprezentowania austriackiej części państwa (Przedlitawii) oraz czerwono-biało-zielonej dla części węgierskiej (Zalitawii), a także wieszanie obu tych flag razem jako równorzędnych (np. podczas uroczystości państwowych czy w ambasadach i poselstwach)[1][2][3][4].

Flaga dynastii Habsburgów oraz Cesarstwa Austriackiego

Flaga Królestwa Węgier
Flaga Królestwa Węgier (wariant herbu bez trzymaczy)
Flaga Królestwa Węgier (wersja uproszczona)

- W roli symbolu państwowego wykorzystywano również sztandar cesarski[5][6], wieszany np. w ambasadach (wespół z flagami: czarno-żółtą oraz czerwono-biało-zieloną)[1]. Pełnił on również rolę oficjalnego sztandaru Armii Austro-Węgier[4].

Sztandar cesarski oraz Armii Austro-Węgier[a]

- Oprócz tego na mocy ugody węgiersko-chorwackiej z 1868 r. ustalono, iż w czasie sesji wspólnego parlamentu w Budapeszcie wywieszane będą dwie flagi: czerwono-biało-zielona (Królestwa Węgier) oraz czerwono-biało-niebieska (Królestwa Chorwacji, Slawonii i Dalmacji). Natomiast w Wiedniu przed pałacem Schönbrunn, stosowano praktykę wieszania trzech flag: czarno-żółtej, czerwono-biało-zielonej oraz czerwono-biało-niebieskiej[7][8]. W Królestwie Chorwacji, Slawonii i Dalmacji flaga ta miała status oficjalnej flagi cywilnej dopuszczonej do użytku w zakresie autonomii. Do użytku dopuszczano również flagę austriacką (czarno-żółtą) oraz węgierską (czerwono-biało-zieloną), a także flagi regionalnych ośrodków administracyjnych. Natomiast wieszanie innych flag cywilnych lub o charakterze politycznym było prawnie zabronione[b], i wiązało się z karą grzywny od 2 do 200 koron lub aresztem od 6 godzin do 14 dni, oraz konfiskatą flagi. Oficjalnie flaga królestwa obowiązywała w wersji z herbem ukoronowanym węgierską koroną św. Stefana (podkreślając podległość królestwa względem rządu w Budapeszcie), jednak popularnie (choć nieoficjalnie) stosowano również wariant herbu z „neutralną” koroną podkreślając własną niezależność[9][10]

Flaga Trójjedynego Królestwa Chorwacji, Slawonii i Dalmacji
Flaga Trójjedynego Królestwa Chorwacji, Slawonii i Dalmacji (wersja z alternatywnym nieoficjalnym herbem)
Flaga Trójjedynego Królestwa Chorwacji, Slawonii i Dalmacji (wersja uproszczona)

- Jako barwy narodowe (Landesfarben) Austrii właściwej (Arcyksięstwo Austriackie) w monarchii Habsburgów tradycyjnie wykorzystywano flagi w kolorach czerwono-biało-czerwonym[11][12][4].

Flaga Arcyksięstwa Austriackiego (wersja z herbem)
Flaga Arcyksięstwa Austriackiego (wersja uproszczona)

- Z austro-węgierską „flagą państwową” często błędnie utożsamiana jest (zwłaszcza współcześnie) bandera austro-węgierskiej marynarki handlowej, która na mocy dekretu z 18 lutego 1869 r. zyskała również status flagi konsularnej (jako symbol „korporacyjnej jedności” w austro-węgierskim systemie konsularnym). Wywieszanie jej w urzędach konsularnych miało szczególne znaczenie w miastach portowych, umożliwiając kapitanom statków łatwą identyfikację właściwego urzędu. Na polecenie Ministerstwa Spraw Zagranicznych konsulaty zaopatrywane były we flagi przez cesarski i królewski Urząd Morski w Trieście, posiadający duży zapas bander na potrzeby marynarki handlowej. Flaga ta była jednak stosowana jedynie w konsulatach, natomiast w mających wyższą rangę pozostałych placówkach dyplomatycznych wieszano odpowiednio flagi czarno-żółtą i czerwono-biało-zieloną (w poselstwach), oraz czarno-żółtą i czerwono-biało-zieloną wespół ze sztandarem cesarskim (w ambasadach)[1][13].

Flaga konsularna (1869–1918)

## Bandery
- Początkowo marynarka handlowa używała bandery z czasów Cesarstwa Austrii wprowadzonej w 1786 r. mającej analogiczną formę do flagi Arcyksięstwa Austriackiego (czerwono-biało-czerwona z herbem). Sytuacja uległa zmianie w 1869 r. kiedy to na jej potrzeby wprowadzono nową banderę stanowiącą połączenie dotychczasowej (czerwono-biało-czerwonej) z barwami flagi Królestwa Węgier (czewrono-biało-zielonej), z jednoczesnym umieszczeniem na niej dwóch herbów: austriackiego i węgierskiego. Nowa bandera miała być użytkowana na statkach morskich oraz statkach żeglugi śródlądowej operujących na wodach zagranicznych i międzynarodowych, stanowiąc niejako „kompromis” pomiędzy obiema częściami państwa. Inaczej wyglądała sytuacja na austro-węgierskich wodach terytorialnych gdzie w dalszym ciągu obowiązywało użytkowanie starej bandery. Sytuację dodatkowo zaczął komplikować fakt, że na terenach administrowanych przez Królestwo Węgier zaczęto używać nieoficjalnej bandery w barwach węgierskich (czewrono-biało-zielonych) z herbem Krajów Korony św. Stefana. Aby ukrócić ten proceder i ujednolicić bandery marynarki handlowej, w 1894 r. nakazano stosowanie bandery „kompromisowej” na wszystkich jednostkach floty handlowej, do czego Węgrzy i tak się nie zastosowali, w dalszym ciągu używając bandery we własnych barwach[14][15][16].

Bandera austro-węgierskiej marynarki handlowej (1867–1869)[16]
Bandera austro-węgierskiej marynarki handlowej (1869–1918)[11][16][14][15][4]
Nieoficjalna bandera stosowana na statkach pływających na terytorium pod administracją węgierską[16]

- Marynarka wojenna (Kaiserliche und Königliche Kriegsmarine) przez cały okres swojego istnienia używała bandery czerwono-biało-czerwonej z herbem (z 1786 r.), dzieląc ją również z marynarką handlową. Po wprowadzeniu nowej bandery cywilnej w 1869 r., w praktyce bandera czerwono-biało-czerwona stała się wyłączną banderą marynarki wojennej, jednak oficjalnie ten fakt zatwierdzono dopiero w 1894 r. W 1915 r. opracowano nową banderę marynarki wojennej, która jednak nigdy nie została wprowadzona, ze względu na toczącą się wojnę[17][16].

Bandera austro-węgierskiej marynarki wojennej (1867–1915) (de facto 1867–1918)[c][16][4]
Projekt nowej bandery marynarki wojennej (z 1915 r.) jednak nigdy nie wprowadzonej do użycia[17][16][18]

## Flagi regionalne
Oprócz flag o charakterze „ogólnopaństwowym” poszczególne Kraje Koronne oraz Kraje Korony Świętego Stefana wchodzące w skład monarchii posiadały własne flagi stosowane w zakresie lokalnym.
| Przedlitawia | Przedlitawia | Przedlitawia         | Przedlitawia | Przedlitawia | Przedlitawia |
| Położenie    | Region | Ośrodek adm.         | Flaga |              |              |
| ------------ | --- | -------------------- | --- | ------------ | ------------ |
|              | Arcyksięstwo Austrii przed Anizą (Dolna Austria)                                                                   | Wiedeń               | |              |              |
|              | Arcyksięstwo Austrii za Anizą (Górna Austria)                                                                      | Linz                 | |              |              |
|              | Królestwo Czech | Praga                | |              |              |
|              | Królestwo Dalmacji                                                                                                 | Zadar                | |              |              |
|              | Królestwo Galicji i Lodomerii                                                                                      | Lwów                 | (1849–1890) (1890–1918)                                                                                            |              |              |
|              | Książęce Hrabstwo Tyrolu                                                                                           | Innsbruck            | |              |              |
|              | Księstwo Bukowiny                                                                                                  | Czerniowce           | |              |              |
|              | Księstwo Górnego i Dolnego Śląska                                                                                  | Opawa                | |              |              |
|              | Księstwo Karyntii                                                                                                  | Klagenfurt           | |              |              |
|              | Księstwo Krainy | Lublana              | |              |              |
|              | Księstwo Salzburga                                                                                                 | Salzburg             | |              |              |
|              | Księstwo Styrii | Graz                 | |              |              |
|              | Margrabstwo Moraw                                                                                                  | Brno                 | |              |              |
|              | Pobrzeże Austriackie, w tym: Wolne cesarskie miasto Triest Książęce Hrabstwo Gorycji i Gradyski Margrabstwo Istrii | Triest Gorycja Poreč | (Pobrzeże Austriackie) (Wolne cesarskie miasto Triest) (Książęce Hrabstwo Gorycji i Gradyski) (Margrabstwo Istrii) |              |              |
|              | Vorarlberg | Bregencja            | |              |              |
| Zalitawia    | |                      | |              |              |
| Położenie    | Region | Ośrodek adm.         | Flaga |              |              |
|              | Królestwo Węgier                                                                                                   | Budapeszt            | |              |              |
|              | Księstwo Siedmiogrodu                                                                                              | Sybin                | |              |              |
|              | Województwo Serbii i Temeszwarskiego Banatu                                                                        | Timișoara            | |              |              |
|              | Trójjedyne Królestwo Chorwacji, Slawonii i Dalmacji                                                                | Zagrzeb              | |              |              |
|              | Królestwo Chorwacji                                                                                                | Zagrzeb              | na podstawie źródła                                                                                                |              |              |
|              | Królestwo Slawonii                                                                                                 | Osijek               | na podstawie źródła                                                                                                |              |              |
|              | Fiume i terytoria przyległe                                                                                        | Rijeka (daw. Fiume)  | |              |              |
| Kondominium  | |                      | |              |              |
| Położenie    | Region | Ośrodek adm.         | Flaga |              |              |
|              | Kondominium Bośni i Hercegowiny                                                                                    | Sarajewo             | |              |              |

## Przykłady stosowania w epoce

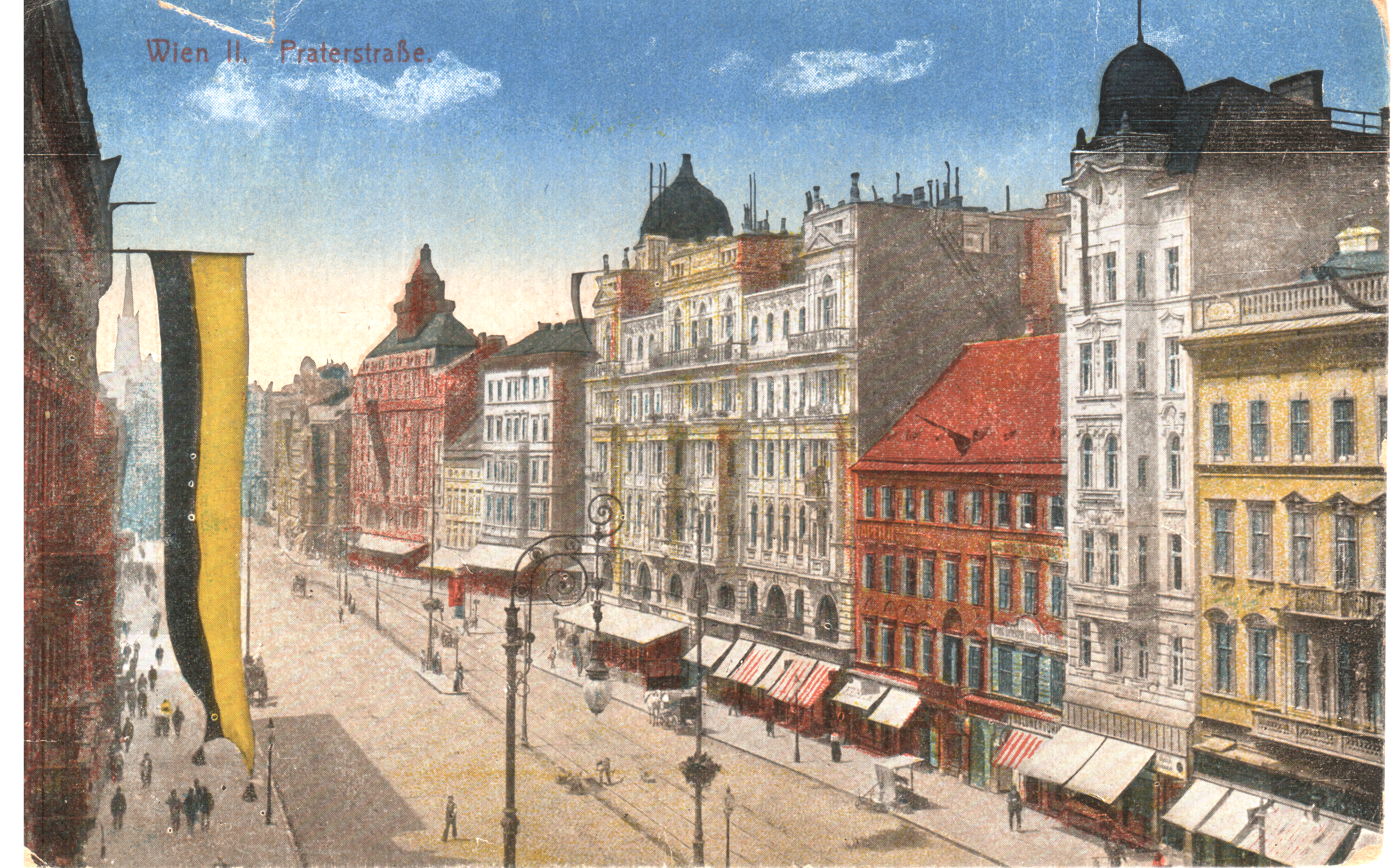
Wiedeń ulica Praterstrasse, 1917 r.
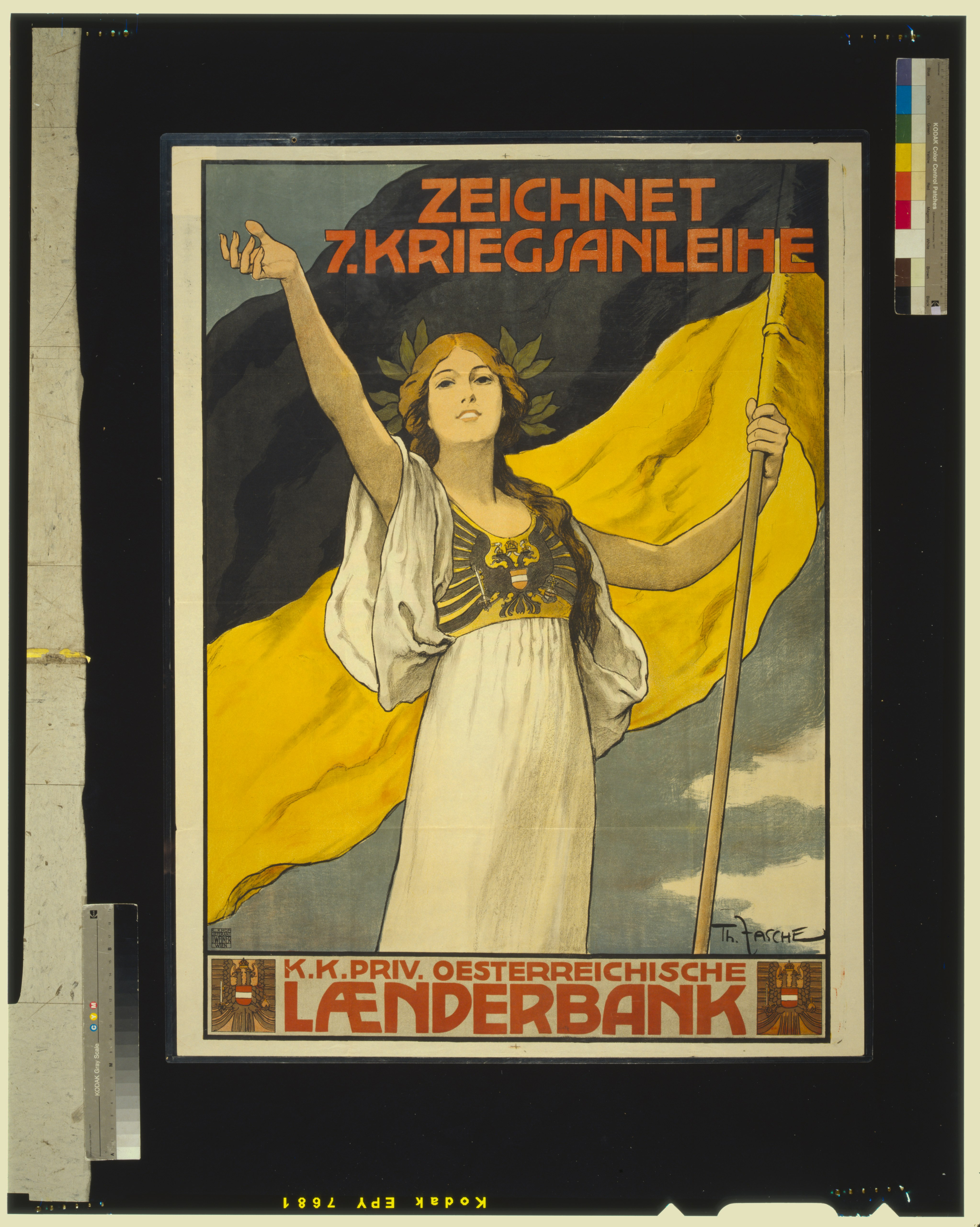
Austro-Węgierski plakat propagandowy zachęcający do zakupu obligacji wojennych
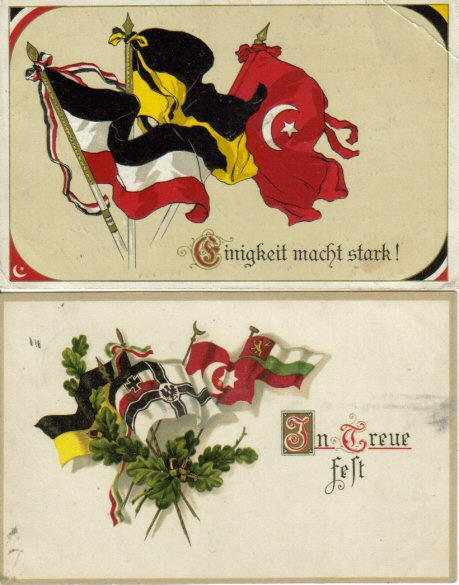
Pocztówki propagandowe przedstawiające flagi państw centralnych. Flaga Austro-Węgier przedstawiona jako czarno-żółta
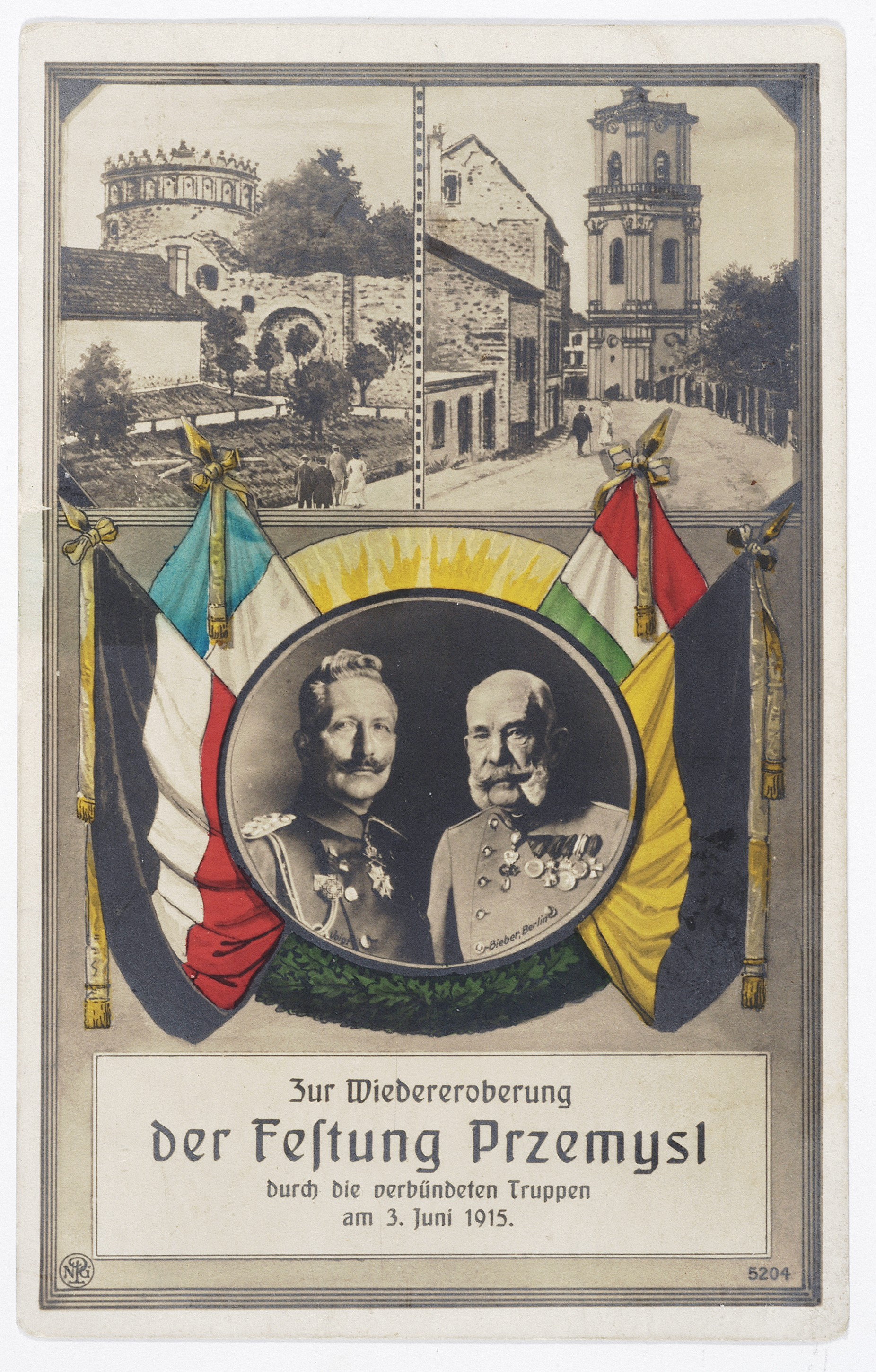
Pocztówka propagandowa upamiętniająca odbicie twierdzy Przemyśl. Austro-Węgry reprezentowane przez flagę czarno-żółtą oraz czerwono-biało-zieloną
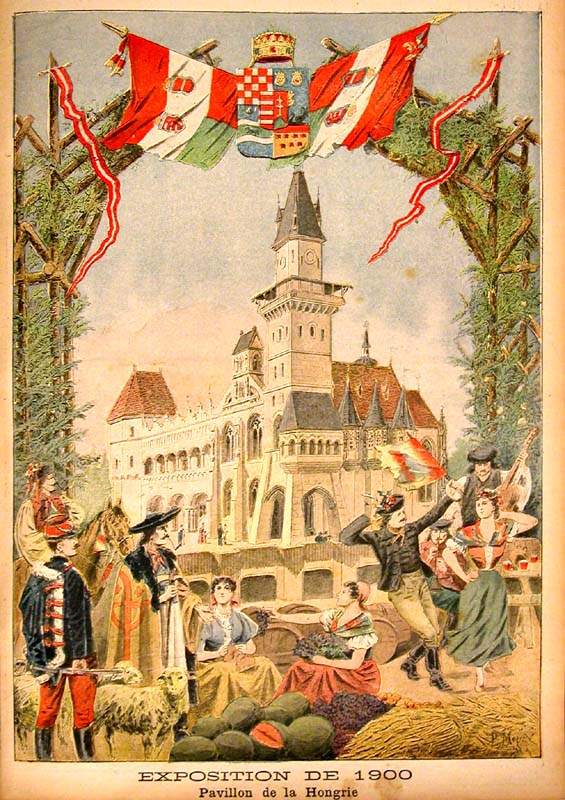
Bandera marynarki handlowej i austriackie proporczyki na francuskiej ilustracji reklamującej węgierski pawilon podczas wystawy światowej w 1900 r.
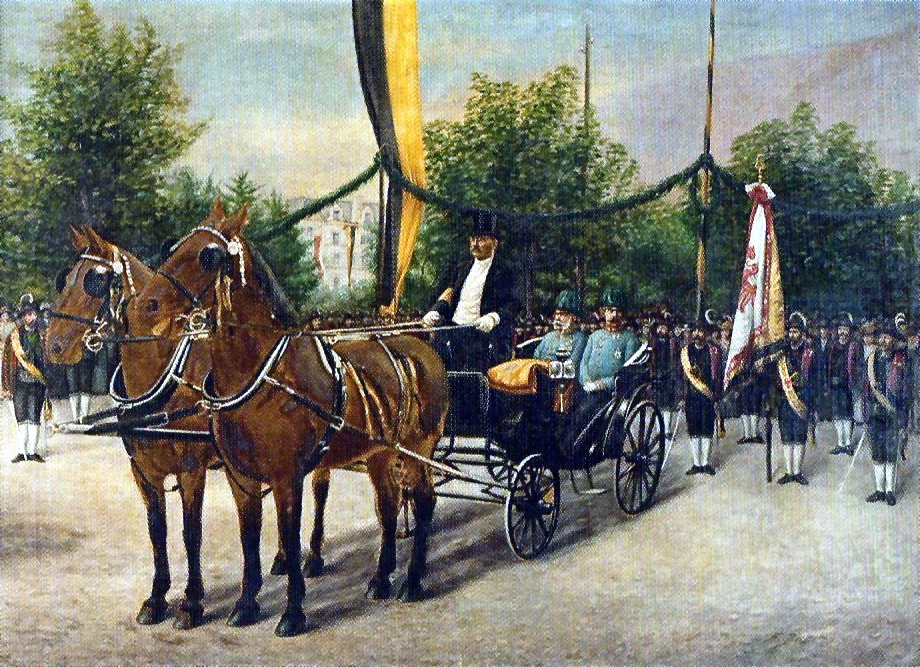
Cesarz Franciszek Józef I w Merano (flaga czarno-żółta), 1900 r.
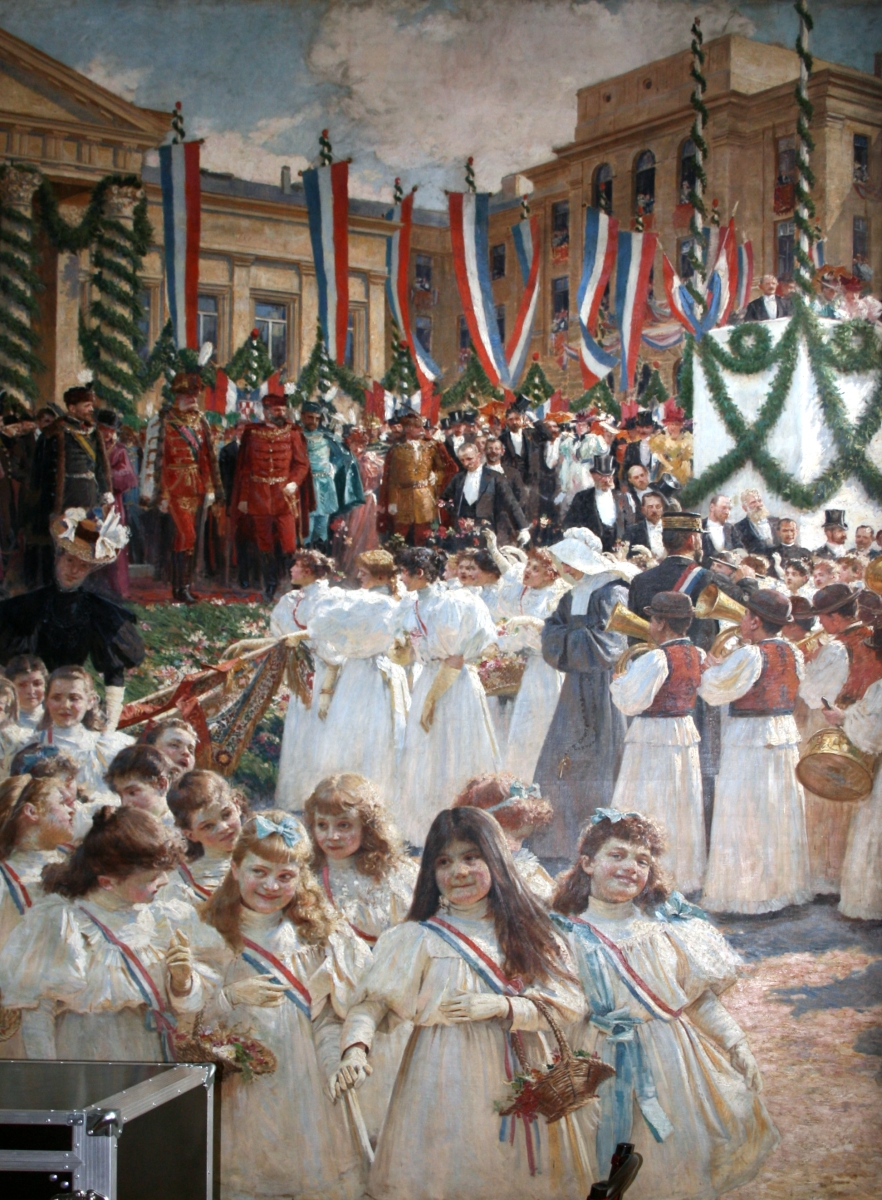
Wizyta cesarza Franciszka Józefa I w Zagrzebiu, flagi czerwono-biało-niebieskie (chorwackie), 1895 r.
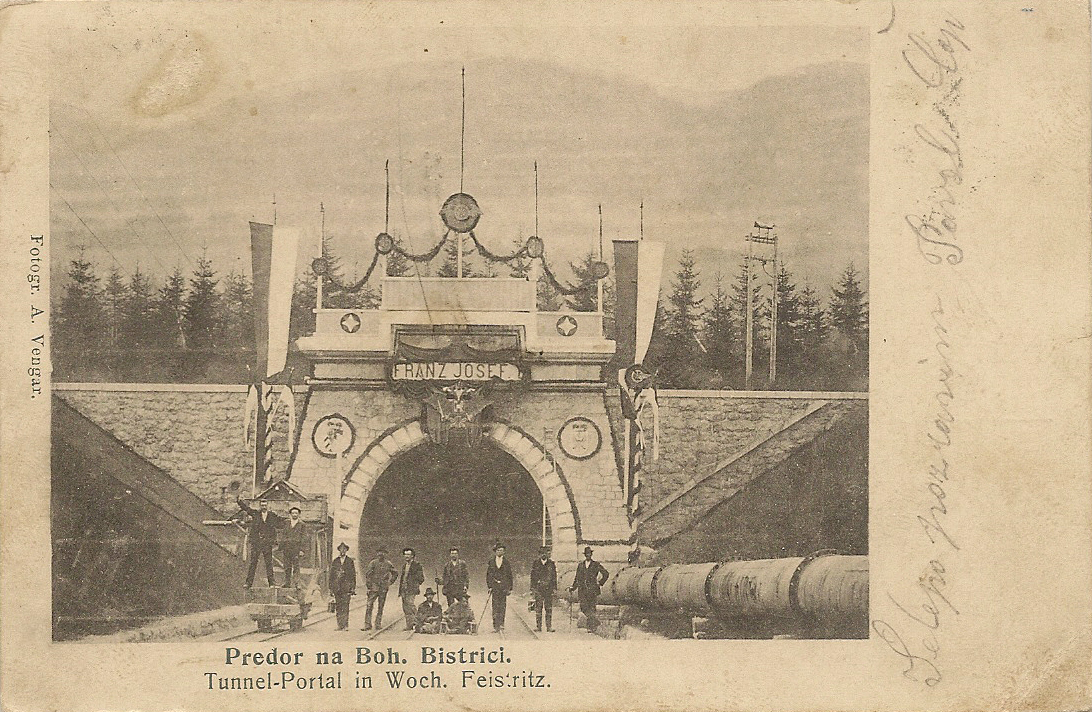
Ceremonia otwarcia tunelu w Bohnij (flagi dwu-kolorowe[d]), 1906 r.
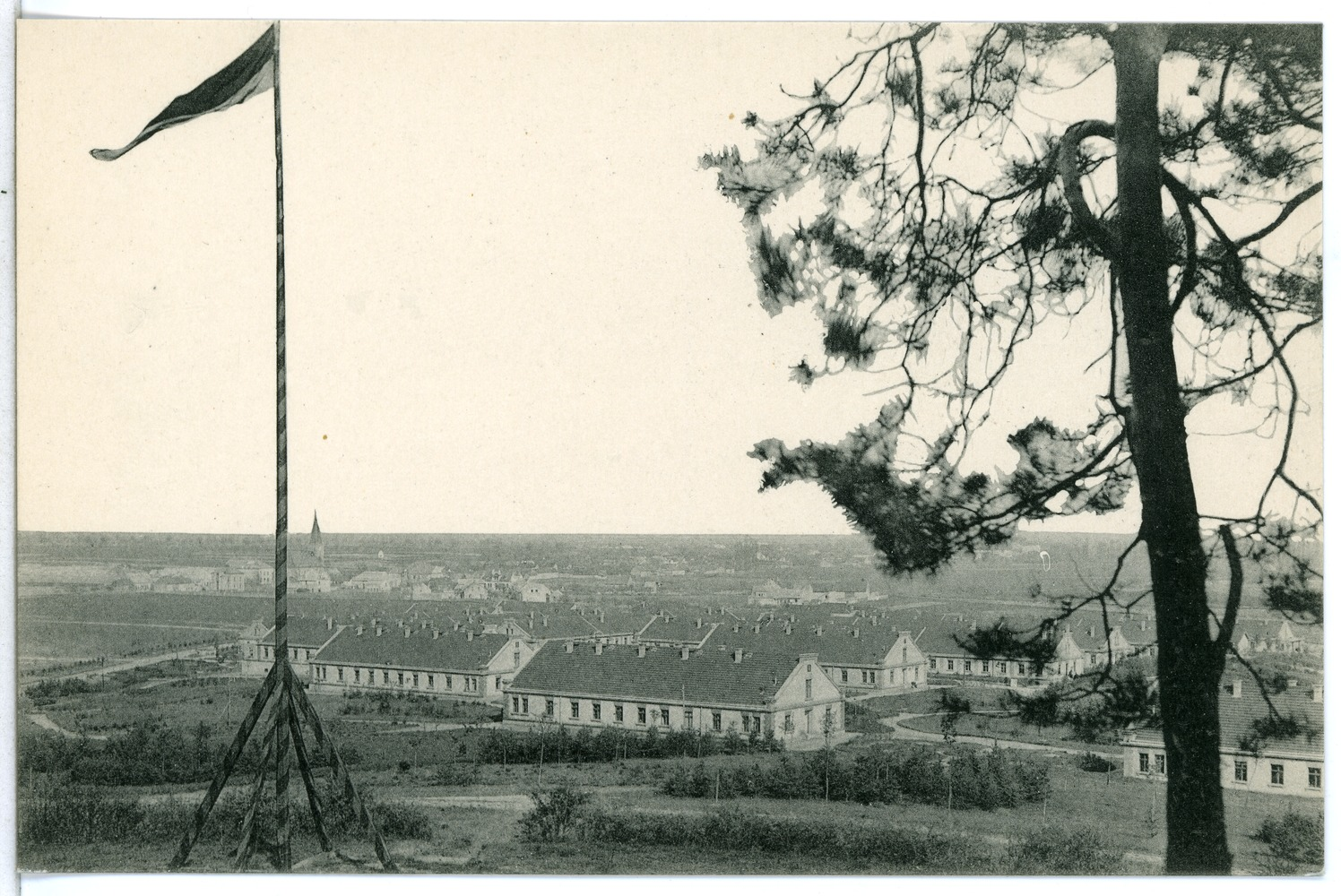
Koszary armii austro-węgierskiej (flaga dwu-kolorowa[d]), 1910 r.
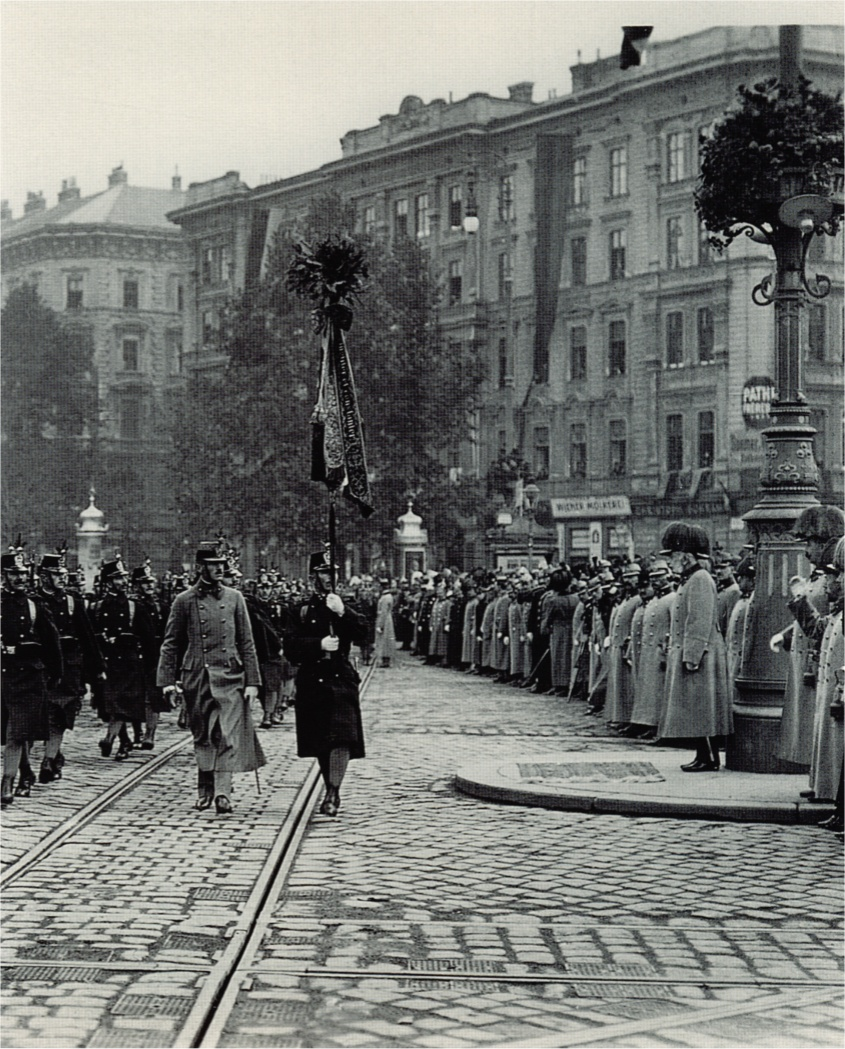
Parada wojskowa w Wiedniu (flagi dwu-kolorowe[d]), 1913 r.
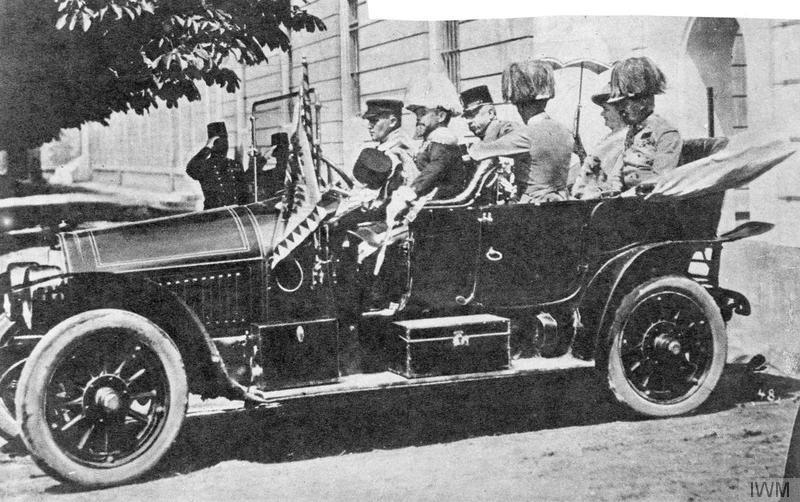
Sztandar cesarski na samochodzie arcyksięcia Franciszka Ferdynanda w dniu zamachu na jego życie, 1914 r.
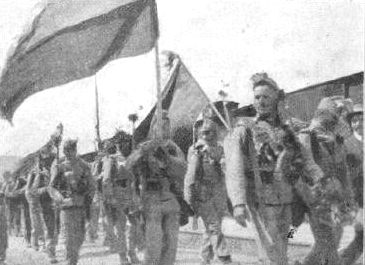
Żołnierze 17 Pułku Piechoty z flagą dwu-kolorową[d], 1914 r.
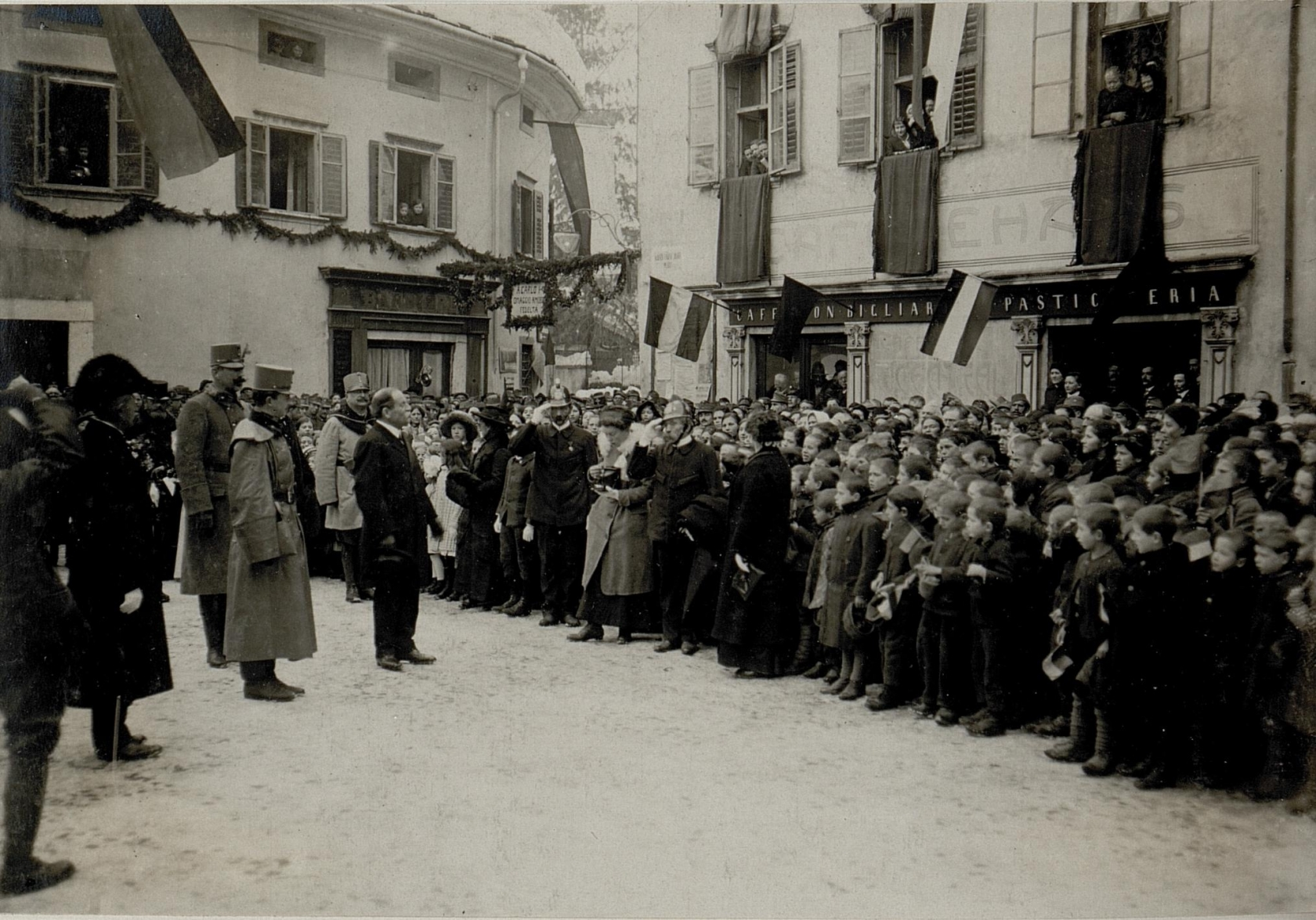
Cesarz Karol I wizytujący Pergine (flagi dwu- i trzy-kolorowe[d]), 1917 r.
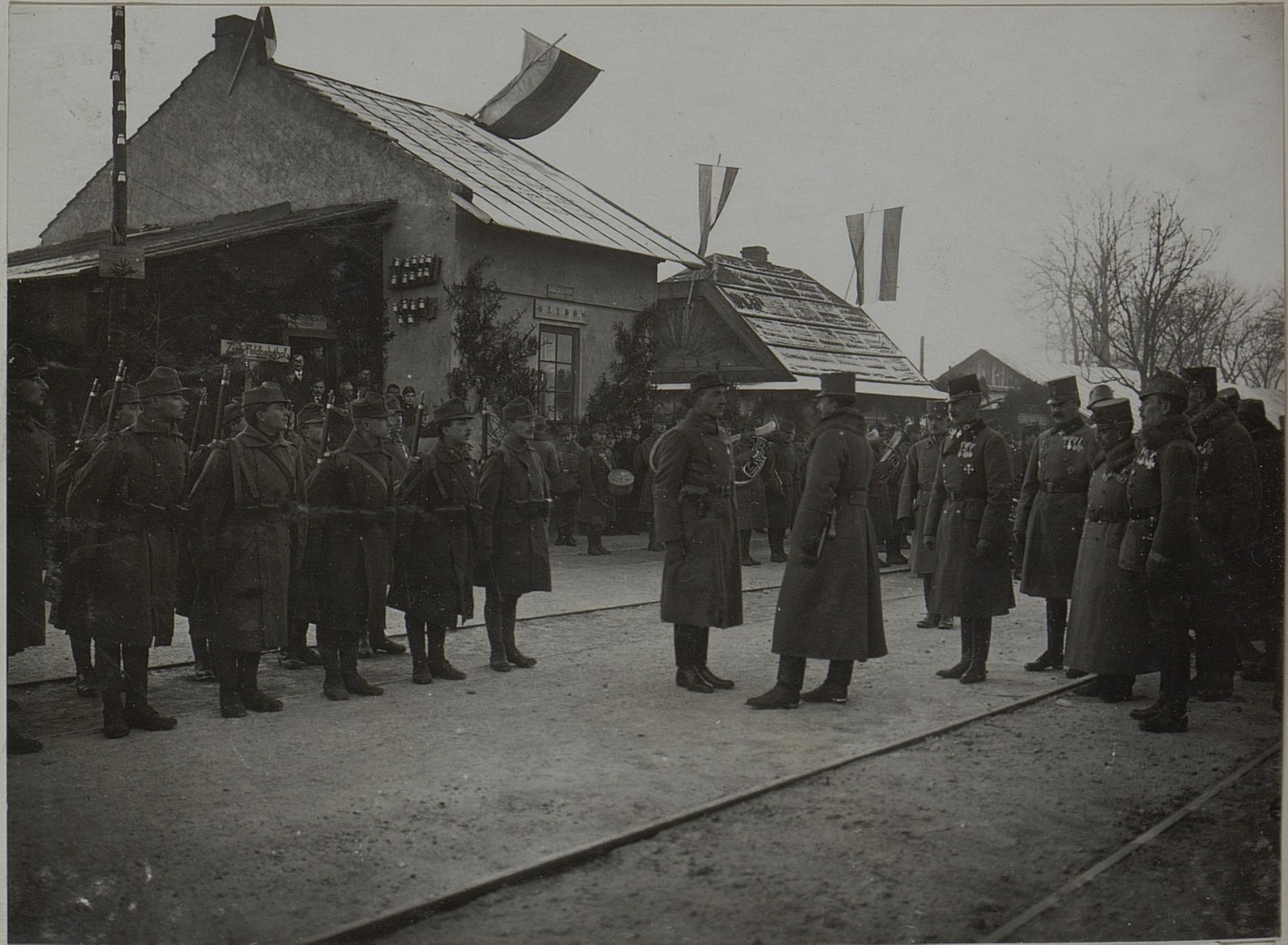
Cesarz Karol I wizytujący oddziały w Ożydowie (flagi dwu- i trzy-kolorowe[d]), 1917 r.
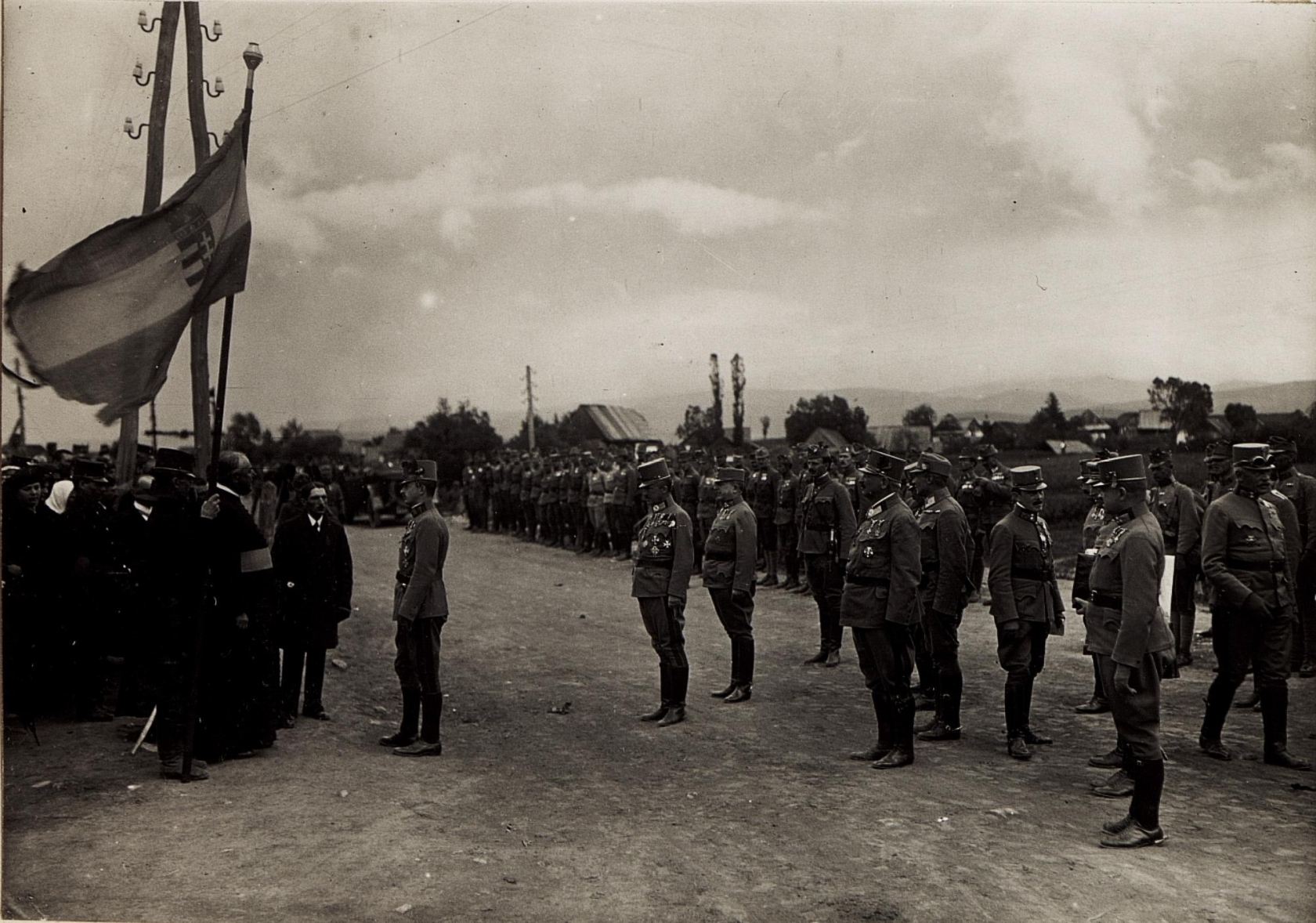
Cesarz Karol I przed flagą węgierską, 1917 r.
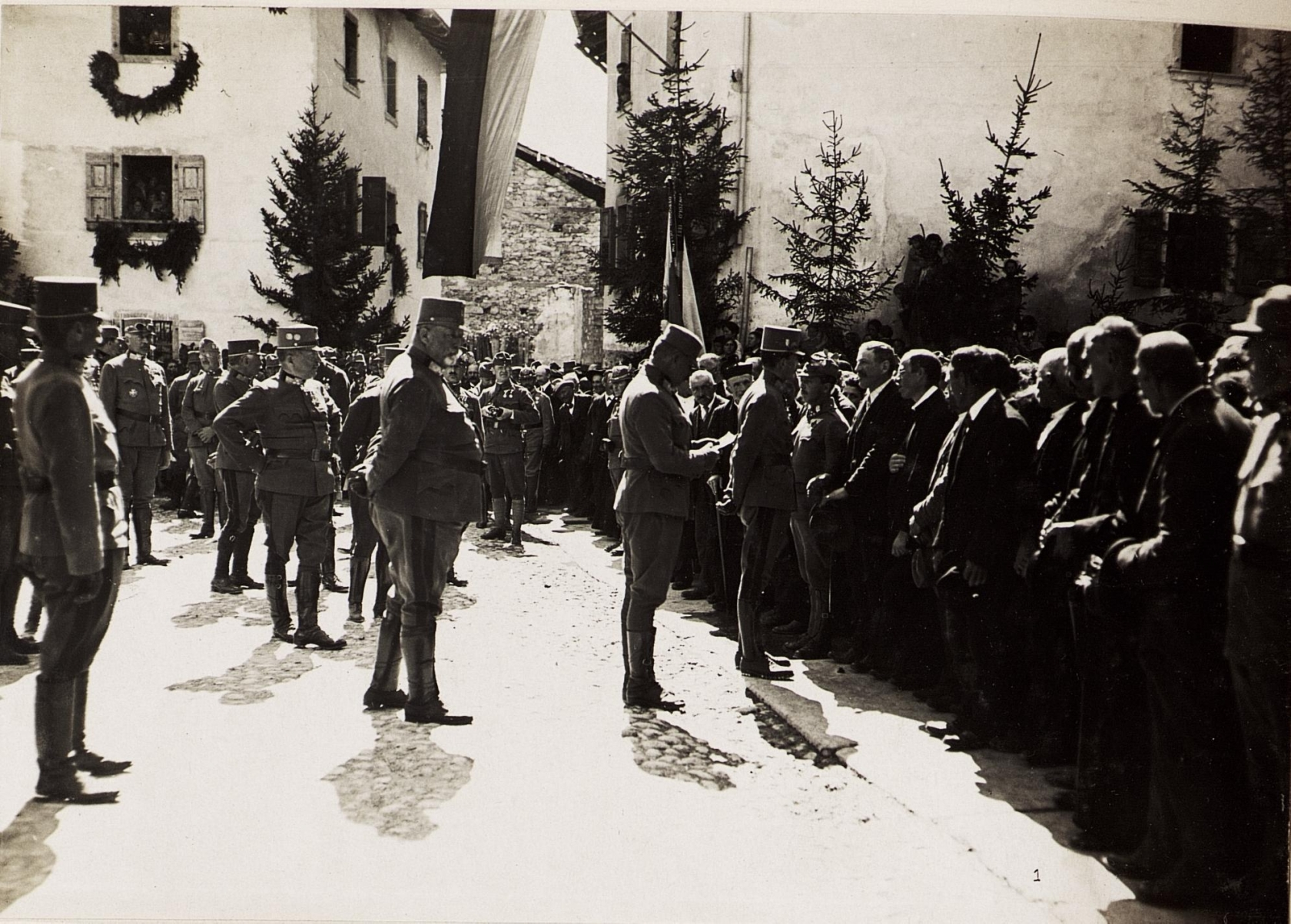
Cesarz Karol I w Tyrolu południowym (flaga dwu-kolorowa[d]), 1917 r.
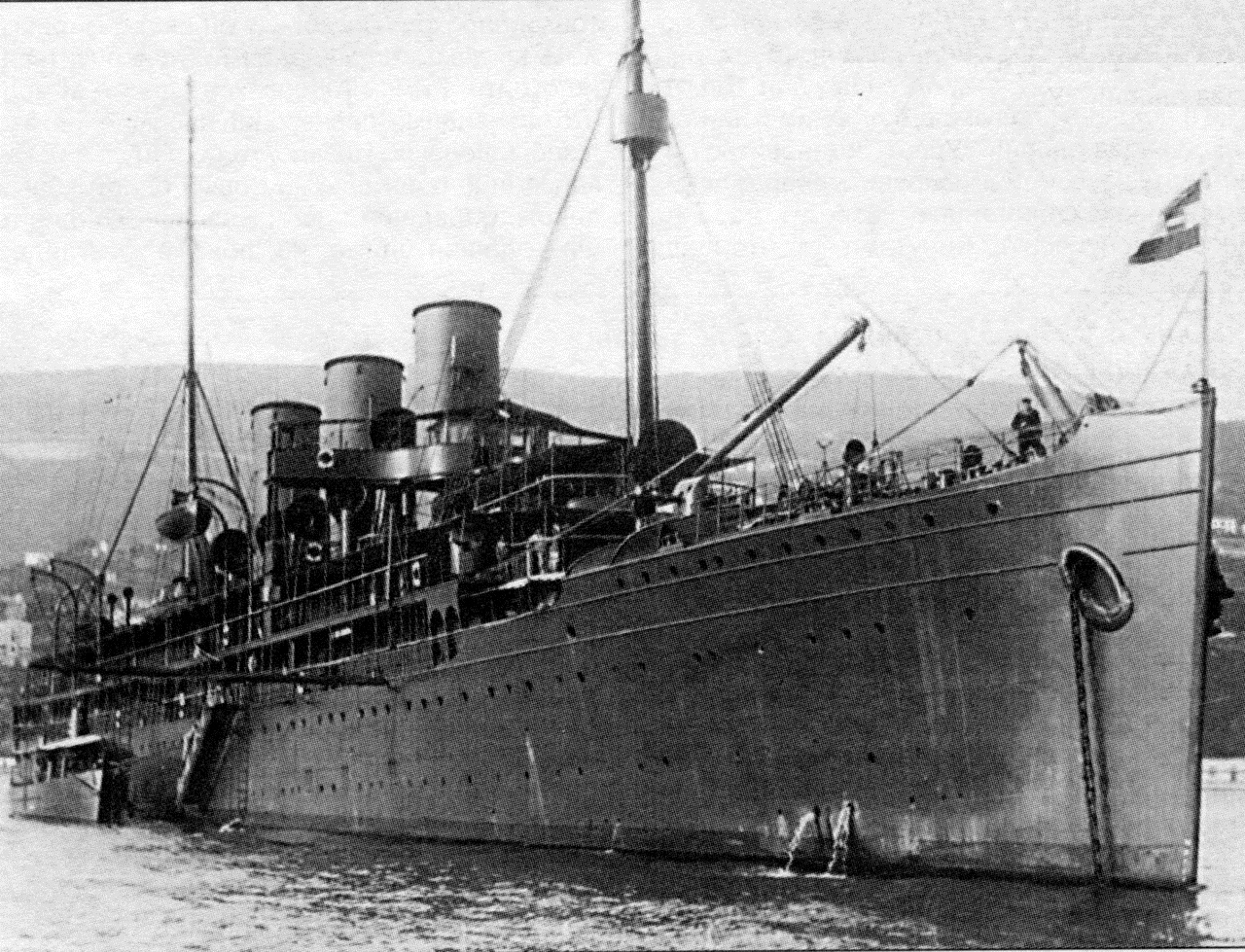
SMS „Gäa” – austro-węgierski transportowiec torped z proporcem marynarki wojennej, okres I wojny światowej.
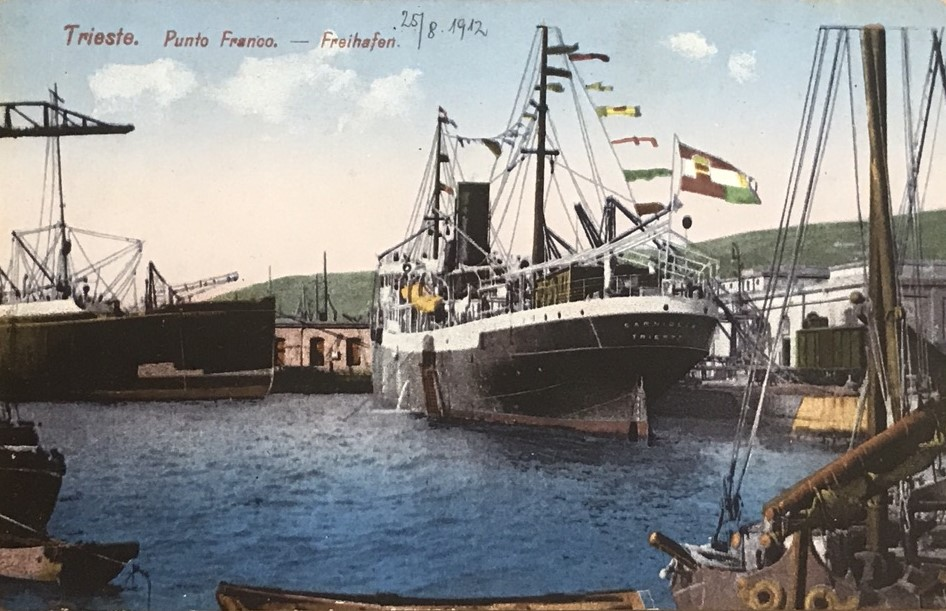
SS „Carniola” – austro-węgierski cywilny parowiec z banderą marynarki handlowej, 1912 r.